# Adenostemmatinae
 Adenostemmatinae  B.L. Rob., 1913 è una sottotribù di piante spermatofite dicotiledoni appartenenti alla famiglia delle Asteraceae (sottofamiglia Asteroideae, tribù Eupatorieae).

## Etimologia
Il nome della sottotribù deriva dal suo genere più importante Adenostemma la cui etimologia deriva da due parole greche: "adeno" (= ghiandola) e "stema" (= corona, testa del fiore). Il nome scientifico è stato definito per la prima volta dal botanico statunitense Benjamin Lincoln Robinson (1864–1935) in una pubblicazione del 1913.

## Descrizione
Le specie di questa sottotribù sono delle erbe spesso striscianti o con basi decombenti e con cicli biologici annuali o perenni.
Le foglie lungo il caule sono disposte in modo opposto. Le lamine fogliari possono avere delle forme da strettamente ellittiche a largamente ovate con margini crenati o seghettati a volte sui margini con forti denti acuti (Adenostemma).
Le infiorescenze sono ramificate o cimose, formate da capolini discoidi pedicellati terminali. I capolini sono formati da un involucro composto da squame al cui interno un ricettacolo fa da base ai fiori (solamente quelli tubulosi). Le squame sono a disposizione lassa di tipo erbaceo. Il ricettacolo è glabro, privo di tessuto sclerenchimatico, e senza pagliette a protezione della base dei fiori; il piano è convesso (e diventa ancor più convesso dopo l'antesi).
I fiori, di norma da 10 a 200, sono tetra-ciclici (ossia sono presenti 4 verticilli: calice – corolla – androceo – gineceo) e pentameri (ogni verticillo ha in genere 5 elementi). I fiori sono ermafroditi e actinomorfi.
Formula fiorale: per queste piante viene indicata la seguente formula fiorale:
* K 0/5, C (5), A (5), G (2), infero, achenio
I sepali del calice sono ridotti ad una coroncina di squame.
I lobi delle corolle sono internamente lisci; il colore della corolla è prevalentemente bianco.
L'androceo è formato da 5 stami con filamenti liberi e antere saldate in un manicotto circondante lo stilo.
Il gineceo ha un ovario uniloculare infero formato da due carpelli. Lo stilo è privo dei nodi ed è glabro. I bracci dello stilo (gli stigmi) sono provvisti di piccole protuberanze lisce.
I frutti sono degli acheni con pappo. La forma degli acheni è angolata con 3 – 5 angoli. Il carpoforo si distingue oppure no dal corpo dell'achenio. Il pappo è assente oppure possiede 3 o 5 punte sporgenti, viscide e ghiandolose.

## Tassonomia
La famiglia di appartenenza di questo gruppo (Asteraceae o Compositae, nomen conservandum) è la più numerosa del mondo vegetale, comprende oltre 23000 specie distribuite su 1535 generi (22750 specie e 1530 generi secondo altre fonti). La sottofamiglia Asteroideae è una delle 12 sottofamiglie nella quale è stata suddivisa la famiglia Asteraceae, mentre Eupatorieae è una delle 21 tribù della sottofamiglia. La tribù Eupatorieae a sua volta è suddivisa in 17 sottotribù (Adenostemmatinae è una di queste).
Non sono stati fatti ancora degli specifici studi sulle sequenze del DNA delle specie di questo gruppo per cui non è disponibile nessuna struttura filogenetica per questa sottotribù. L'appartenenza alla tribù Eupatorieae è basata sul numero cromosomico x=10 (2n=20). Caratteri distintivi sono le intersezioni non sclerificate del ricettacolo e il pappo provvisto di ghiandole.

### Composizione della sottotribù
La sottotribù comprende 3 generi e circa 35 specie.

| Genere                                    | N. specie     | Distribuzione                                                   |
| ----------------------------------------- | ------------- | --------------------------------------------------------------- |
| Adenostemma J.R. Forst & J.G. Forst, 1776 | circa 26 spp. | Zone pan tropicali (una specie in Cina e una specie in Brasile) |
| Gymnocoronis DC., 1836                    | 5 spp.        | America centrale e meridionale                                  |
| Sciadocephala Mattf, 1938                 | 5 spp.        | Colombia, Ecuador, Guyana e Panama                              |

Nell'elenco seguente sono descritti i caratteri più distintivi e specifici dei tre generi:
- Gymnocoronis: il pappo è assente; lo stilo è glabro;
- Sciadocephala: le antere sono provviste di lunghe code; la parte centrale dello stilo è sempre glabra; il carpoforo è scarsamente distinguibile dal corpo dell'achenio ed è leggermente asimmetrico; il pappo è formato sempre da 5 punte prominenti sferiche e non decorrenti lungo la superficie del frutto.
- Adenostemma: le antere sono provviste di code lunghe come la metà della larghezza; la parte centrale dello stilo è glabra, oppure provvista di lunghi peli; il carpoforo è scarsamente distinguibile dal corpo dell'achenio ed leggermente asimmetrico; il pappo è formato normalmente da 3 punte (raramente 5) prominenti ed ellittiche che decorrono lungo la faccia dell'achenio.

Il numero cromosomico delle specie di questa sottotribù è generalmente: 2n = 20.